# صافيناز (راقصة)
صافيناز أو صوفينار جوريان (20 ديسمبر 1983-)، هي راقصة شرقية وممثلة أرمينية روسية ولدت في الاتحاد السوفيتي.

## حياتها
كانت تعمل في البداية راقصة باليه، ثم اتجهت للرقص شرقي بسبب حبها للأغاني العربية، وظهرت في بعض الأغاني المصورة التي كانت تنتجها قناة «دلع»، لكنها حازت على شهرة غير عادية بعد ظهورها وهي ترقص في أغنية فيلم القشاش الذي عرض تزامن مع عيد الأضحى في عام 2013.

## الجدل

### إهانة العلم المصري
في مايو 2014، استدعت السلطات المصرية غريغوريان للاستجواب بناءً على تقرير اتهمها بالإساءة إلى مصر من خلال ارتدائها زي رقص مستلهم من علم البلاد. وفي أبريل 2015، أصدرت محكمة مصرية حكماً بالسجن لمدة ستة أشهر بحقها بتهمة "إهانة العلم المصري" بعدما ارتدت فستانًا ضيقًا بألوان العلم الأحمر والأبيض والأسود. وفي سبتمبر 2015، تمت تبرئتها من التهم، إلا أن الغرامة المفروضة عليها تم مضاعفتها. كما تعرضت لاتهام جديد بالفساد بعد ظهورها في فيديو وهي ترقص مع اثنين من المعجبين المصريين في ملابس السباحة، والذي انتشر على نطاق واسع.

### الأكثر بحثا على جوجل
تصدَّرت الراقصة صافيناز قائمة الأشخاص الأكثر بحثًا على جوجل في مصر خلال 2014 متفوقة بذلك على خالد صالح والرئيس المصري عبد الفتاح السيسي.

## أعمالها

### الأفلام
| السنة | الفيلم         | الدور                 |
| ----- | -------------- | --------------------- |
| 2013  | البرنسيسة      | راقصة                 |
| 2013  | القشاش         | راقصة الفرح           |
| 2014  | عنتر وبيسة     | صافيناز               |
| 2014  | عمر و سلوى     | صافيناز               |
| 2014  | سالم أبو أخته  | راقصه الفرح           |
| 2015  | عيال حريفة     | جوافة                 |
| 2015  | حياتي مبهدلة   | صافيناز               |
| 2016  | 30 يوم في العز | شفيقة                 |
| 2017  | أمان يا صاحبي  | شهيرة                 |
| 2019  | إنت حبيبي وبس  | الراقصة الأرمنية كيتي |

### المسلسلات
| السنة | المسلسل      | الدور   |
| ----- | ------------ | ------- |
| 2014  | صاحب السعادة | صافيناز |
| 2016  | أبو البنات   | صافيناز |

### البرامج
| السنة | البرنامج       | الدور |
| ----- | -------------- | ----- |
| 2014  | صاحبة السعادة  | ضيفة  |
| 2014  | رجعنا صغيرين   | ضيفة  |
| 2014  | أحلى مسا       | ضيفة  |
| 2015  | مصارحة حرة     | ضيفة  |
| 2015  | ليلة سمر       | ضيفة  |
| 2015  | رامز واكل الجو | ضيفة  |
| 2018  | رامز تحت الصفر | ضيفة  |

## وصلات خارجية
- صافيناز على موقع IMDb (الإنجليزية)
- صافيناز على موقع قاعدة بيانات الأفلام العربية